# Laurids Johannes Koch
Laurids Johannes Koch, född 10 januari 1875, död 13 juli 1969, var en dansk teolog.
Laurids Johannes Koch blev teologie hedersdoktor 1929. Han var föreståndare vid Diakonissestiftelsen i Köpenhamn 1913–1945 och vikarierande lärare i Nya Testamentets exegetik vid Köpenhamns universitet 1945–1948. Koch utgav ett flertal skrifter, huvudsakligen i nytestamentliga och hymnologiska ämnen, bland annat Salmedigteren Brorson (1931) och Paulus, et Livsbillede (1910, 2:a omarbetade utgåvan 1941).